# 淇澳岛
淇澳岛是位于中国广东省珠海市东北部的一座岛屿。地处珠江口内西侧，北与虎门相对，东距内伶仃岛13公里，南距唐家1.2公里。通过公路桥与大陆相连，总陆地面积为24平方千米。淇澳岛北部为淇澳-担杆岛省级自然保护区的淇澳片区；南部为淇澳村，居民人数约为2,000人。
淇澳岛是珠海的著名旅游景点之一。淇澳八景是淇澳岛的热门景点，分别是：鹿岭朝露、金星波涛、夹洲烟雨、蚧珠夜月、赤岭观日、松间流水、鸡山夕照、婆湾晚渡。
淇澳岛古代屬香山縣恭常都淇澳鄉；本地方言屬閩南語次方言中山閩語。

## 地形与地貌
淇澳岛地势特征为南北两端较高，中间相对平坦。岛上最高点为海拔120米的山峰。山地植被以人工林和次生林为主。中部平坦地区多被开发利用为农田、果园、建筑区及鱼塘。

## 交通

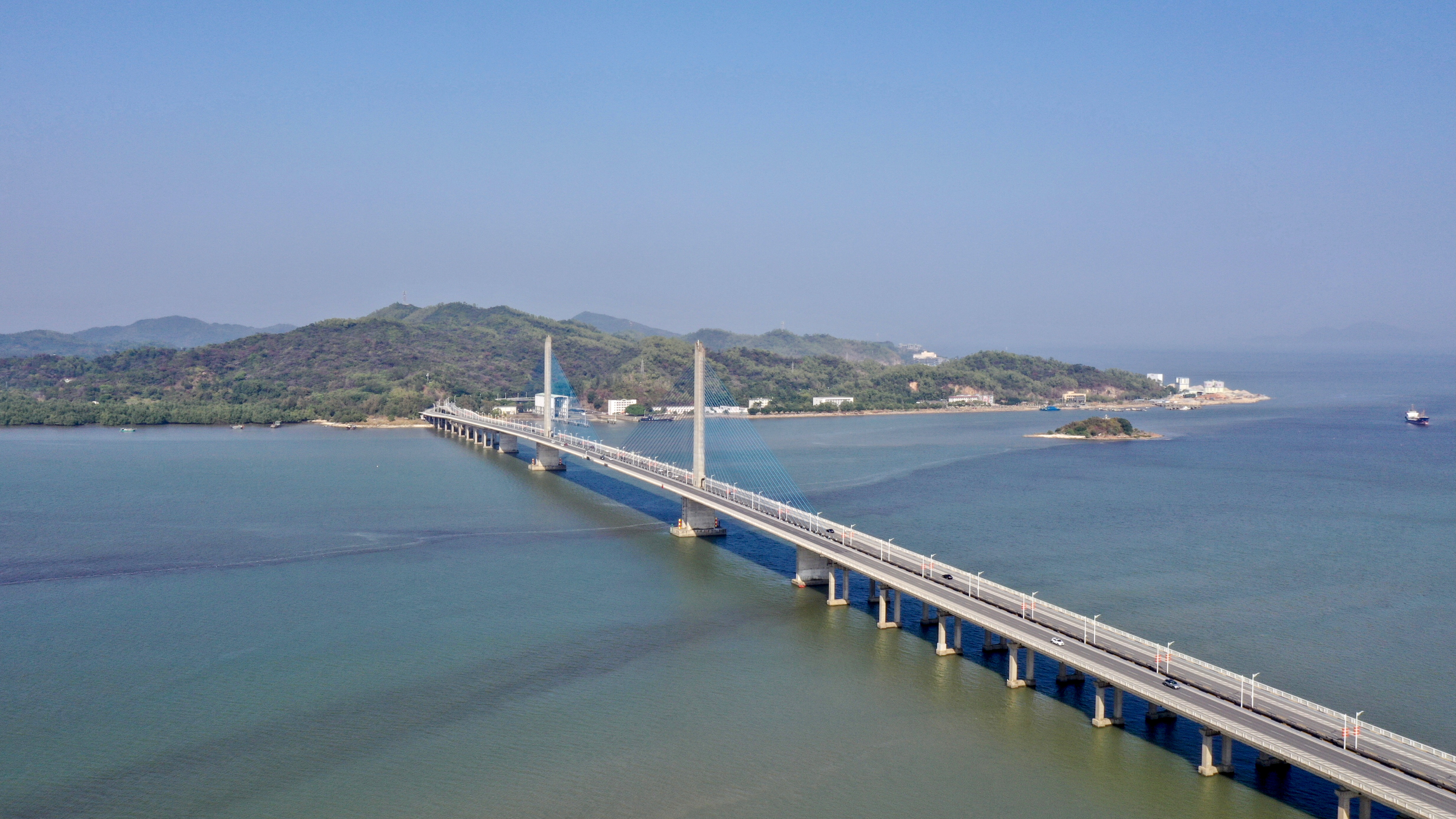
连接香洲区和淇澳岛的大橋，也是目前岛屿的唯一陆路出口

### 公路
島內有淇澳大橋與市區（香洲）相連，在抵達淇澳島後連接588縣道，此路是島內南北的幹線。島上亦有其餘街道，如歷史悠久的，以花崗岩建成的白石街。

### 公共交通
岛上仅有85路公交车（清华科技园-淇澳北），可在唐家市場站轉乘其他路線往市區方向。

## 外部連結
- 字字屈機：淇澳島 （页面存档备份，存于）

22°25′13″N 113°39′05″E / 22.420298°N 113.651314°E